# Pieve di San Pietro (Bagno a Ripoli)
La pieve di San Pietro si trova a Bagno a Ripoli, in provincia di Firenze, a ridosso del confine comunale con Firenze, nella zona di Sorgane.

## Storia
La prima attestazione documentaria, risalente al 790, ricorda la Plebs Sancti Petri sito Quarto: il nome antico indicava la localizzazione della chiesa al quarto miglio da Firenze, lungo la strada che nel Medioevo ripeteva il tracciato dell'antica via Cassia, anche se non è certo che il documento si riferisca a questo edificio. La prima documentazione sicura risale al 31 marzo 966 quando alcuni beni posti nel suo territorio furono dati in affitto al capitolo fiorentino.
Pochi anni dopo era già attiva una comunità di canonici regolari che vennero privilegiati in una bolla di papa Niccolò II inviata al pievano Nitido il 24 novembre 1059. Poco dopo però la pieve di San Pietro a Quarto perse la sua autonomia e fu sottoposta alla giurisdizione della Abbazia di San Miniato al Monte, alla quale venne riconfermata nel 1184 da papa Lucio III.
Nel 1224 durante il plebanato di Ubertino, attivo tra il 1214 e il 1234, venne fusa una campana. Alla fine del XIII secolo la pieve non godeva di particolare floridezza economica nonostante amministrasse un territorio composto da 16 chiese suffraganee; chi invece godeva di una certa autorità era il suo rettore Giunta che nel 1275 venne nominato sottocollettore per le decime dello stesso anno. Nel 1306 era attiva una Compagnia dei Laici dedicata alla Santa Croce che fu la maggior finanziatrice dei lavori di abbellimento dell'interno: nel 1320 venne affrescato con una raffigurazione di San Giovanni il primo pilastro di sinistra mentre nel 1359 il terzo pilastro di sinistra venne decorato con un affresco riproducente Santo Stefano lapidato.
Nel 1371 venne costruita la cappella del fonte battesimale come attesta un'iscrizione posta sul quinto pilastro di sinistra. Il capitolo dei canonici non era più attivo nel 1393 e nel 1475 il patronato della pieve passò dai Giacomini agli Strozzi i quali a loro volta lo cedettero al vescovo di Firenze nel 1530. Nel 1512 durante il plebanato di Niccolò Strozzi venne fusa una nuova campana e lo stesso campanile venne modificato.
Nel 1758 il pievano Picchianti fece importanti lavori all'edificio: fu rialzato il pavimento, furono rifatte le volte e la sacrestia, e furono aumentati gli altari e le campane; nel 1789 il pievano Andreini fece fare altri lavori e nel 1855 il pievano Cecchini fece ricoprire a stuoia il soffitto.

La chiesa subì dei danni in occasione del terremoto del 18 maggio 1895: 
Nel 1932 iniziò un importante serie di restauri diretti dall'architetto Luigi Zumkeller che portarono al ripristino dell'aspetto romanico dell'edificio: l'interno venne stonacato e furono rimosse le aggiunte barocche; le finestre rettangolari furono sostituite da monofore e la decorazione a monocromo del protiro venne distrutta.

## Descrizione

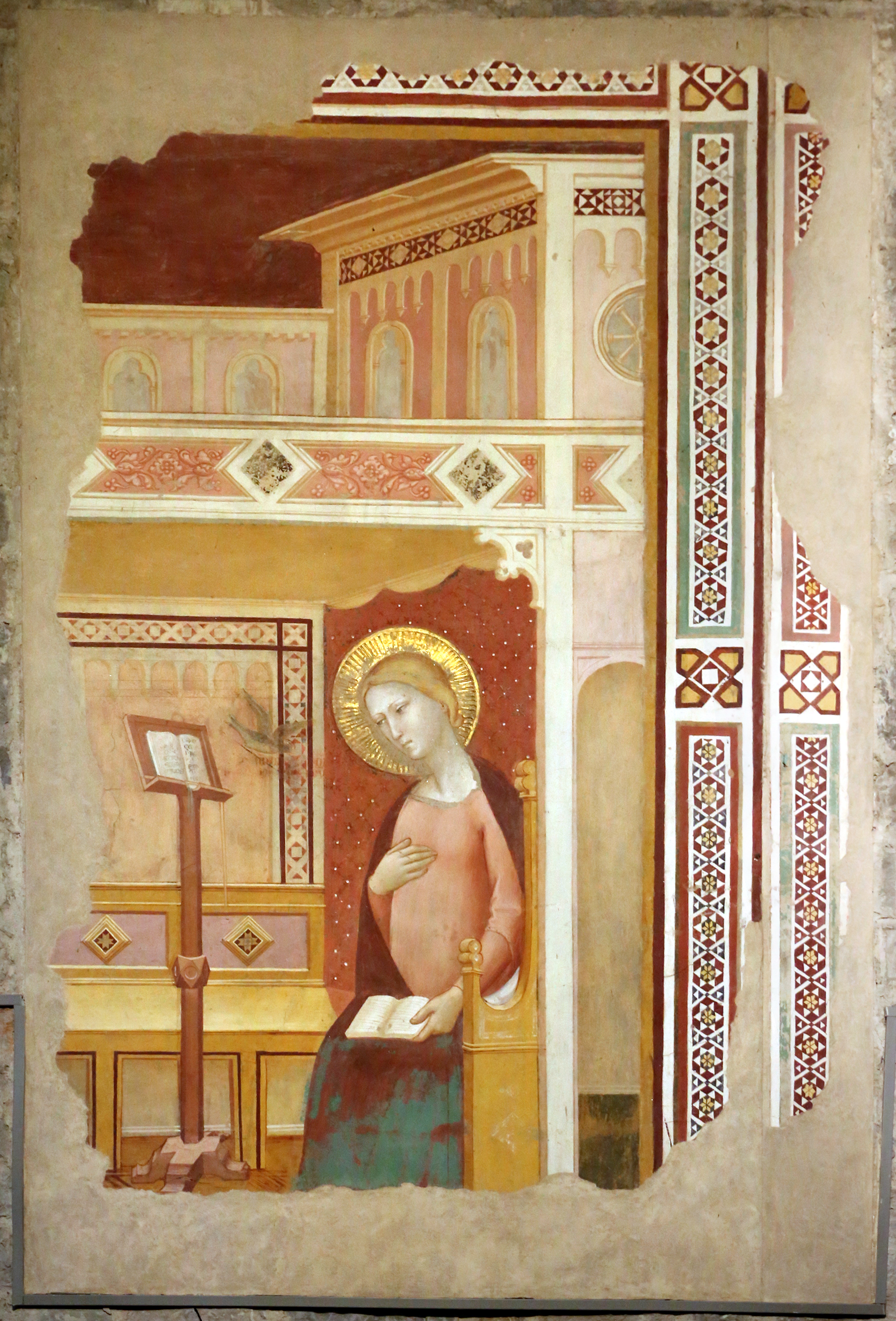
Frammento di Annunciazione attribuita a Pietro Nelli

La chiesa di San Pietro è situata al centro del complesso plebano di Ripoli e consiste in una basilica a tre navate coperte a tetto e conclusa con abside semicircolare. Del complesso plebano fa parte anche un bel chiostro.

### Esterno
La facciata a salienti è preceduta da un interessante protiro gotico, sul lato sinistro è impostata la torre campanaria. In origine il portico era sormontato dalle due statue di San Pietro e Paolo che ora possono essere ammirate all'interno dello stesso edificio. Il portale di accesso è di epoca rinascimentale ed ha sostituito l'originale portale romanico che aveva un architrave in pietra del quale rimane un frammento, custodito nella canonica, decorato con bassorilievi a racemi e a grappoli e da un'iscrizione: IRE MEI DS MISERERE MEI / PERTUM OTN.
Nella parte superiore della facciata si aprono due monofore e un occhio realizzati in occasione dei restauri novecenteschi. Il prospetto della facciata è concluso da un timpano con cornice convessa e pinnacoli gotici.
Nelle fiancate è visibile solo la sopraelevazione del claristorio nel quel si aprono due serie di monofore con archivolto a cuneo in mattoni e pietre alternati per ottenere un effetto cromatico. Nella tribuna è visibile il volume dell'abside aperta da un'ampia monofora.
Nell'angolo nord-est si trova il campanile realizzato con lo stesso materiale usato nell'edificio. Presenta delle aperture costituite da due ordini di monofore; in origine le aperture erano più ampie delle attuali ed erano coronate da archi falcati in arenaria e serpentino mentre vicino alla sommità della torre corre una greca a rombi laterizi, oggi quasi invisibile a causa dell'intonaco.

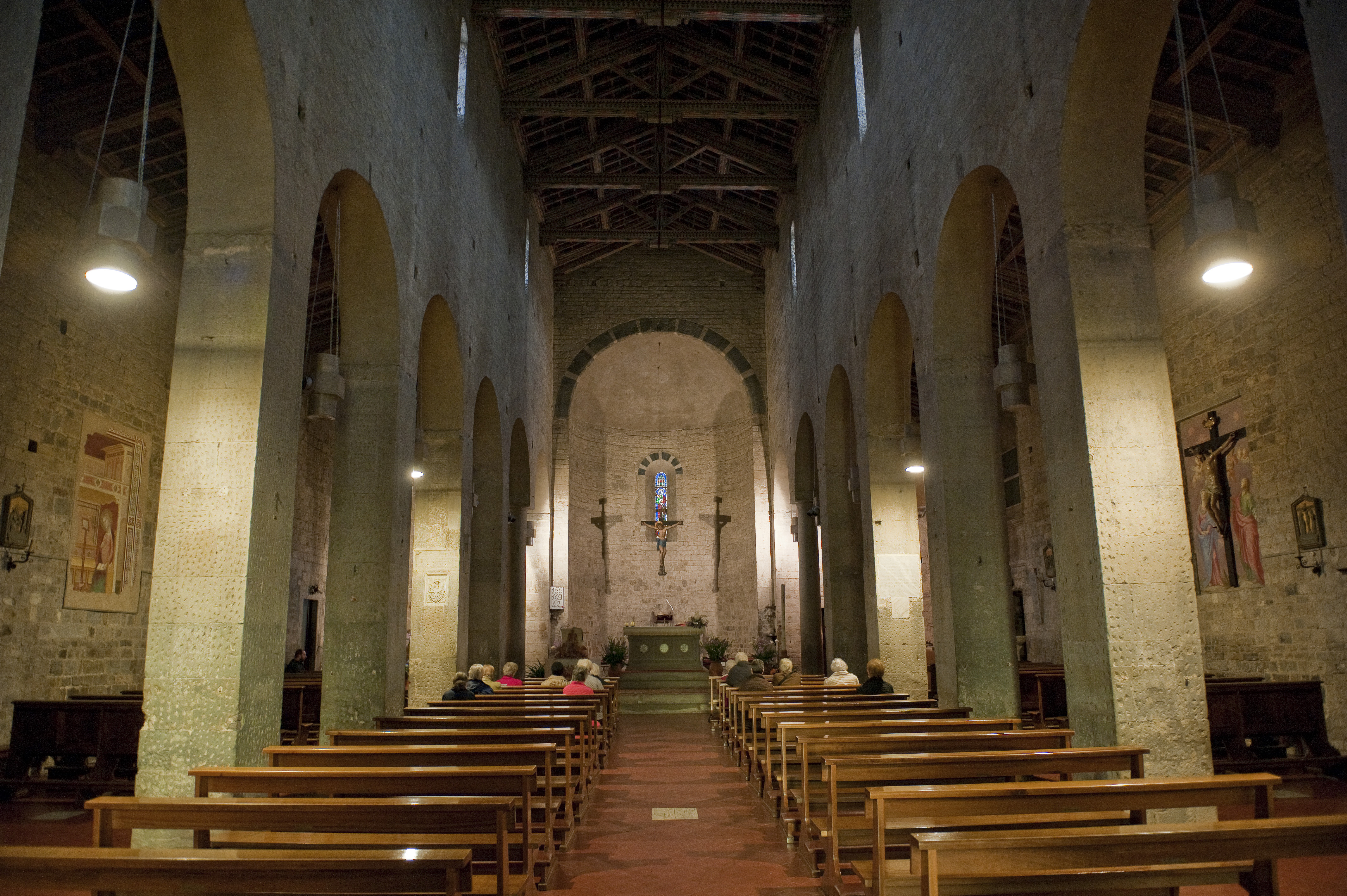
Interno

### Interno
L'interno è molto allungato e presenta una divisione spaziale in tre navate con copertura a capriate lignee policrome. Le otto campate sono costituite da sei coppie di pilastri quadrangolari e da due colonne in granito, in origine forse appartenenti ad un edificio romano. Il presbiterio è rialzato da due gradini.
L'interno della chiesa appare severo e spoglio tanto che l'unica decorazione è costituita dall'arcone centrale e dall'archivolto della monofora absidale, realizzati con serpentino alternato a pietra chiara.
Vicino all'ingresso si trovano le statue di San Pietro e di San Paolo risalenti al XIV secolo e due acquasantiere in marmo nero della fine del XVI secolo. In fondo alla navata destra si trova un affresco raffigurante Cristo in Pietà del 1380 circa e attribuito a Pietro Nelli; nell'abside è collocato un Crocifisso sagomato e dipinto con dei confratelli incappucciati in ginocchio, del XVI secolo. In fondo alla navata sinistra si trova un ciborio in marmo della seconda metà del XV secolo e una formella di marmo scolpito con motivi floreali e con intarsi di pietra databile alla fine del XII secolo; sempre nella navata sinistra si trovano dei frammenti di un affresco raffigurante l'Annunciazione, anch'esso attribuito a Pietro Nelli e l'opera di Orazio Fidani Decollazione di san Giovanni Battista. La toavola dell'Annunziata è attribuita invece a Francesco Mati. Il fonte battesimale presenta una vasca moderna ed un capitello di epoca romanica.
Nella compagnia di Santa Croce si trova un Crocifisso del 1380 circa sempre di Pietro Nelli e una tela raffigurante la Crocifissione e Santi di Andrea del Minga, peculiare nel contesto dell'opera del pittore per l'assenza del paseggio, che permette una maggiore concentrazione sulle figure e sull'aspetto pietistico del dipinto.

## Antico piviere di Ripoli
- chiesa di Santa Maria di Fabroro;
- chiesa di San Pietro in Palco;

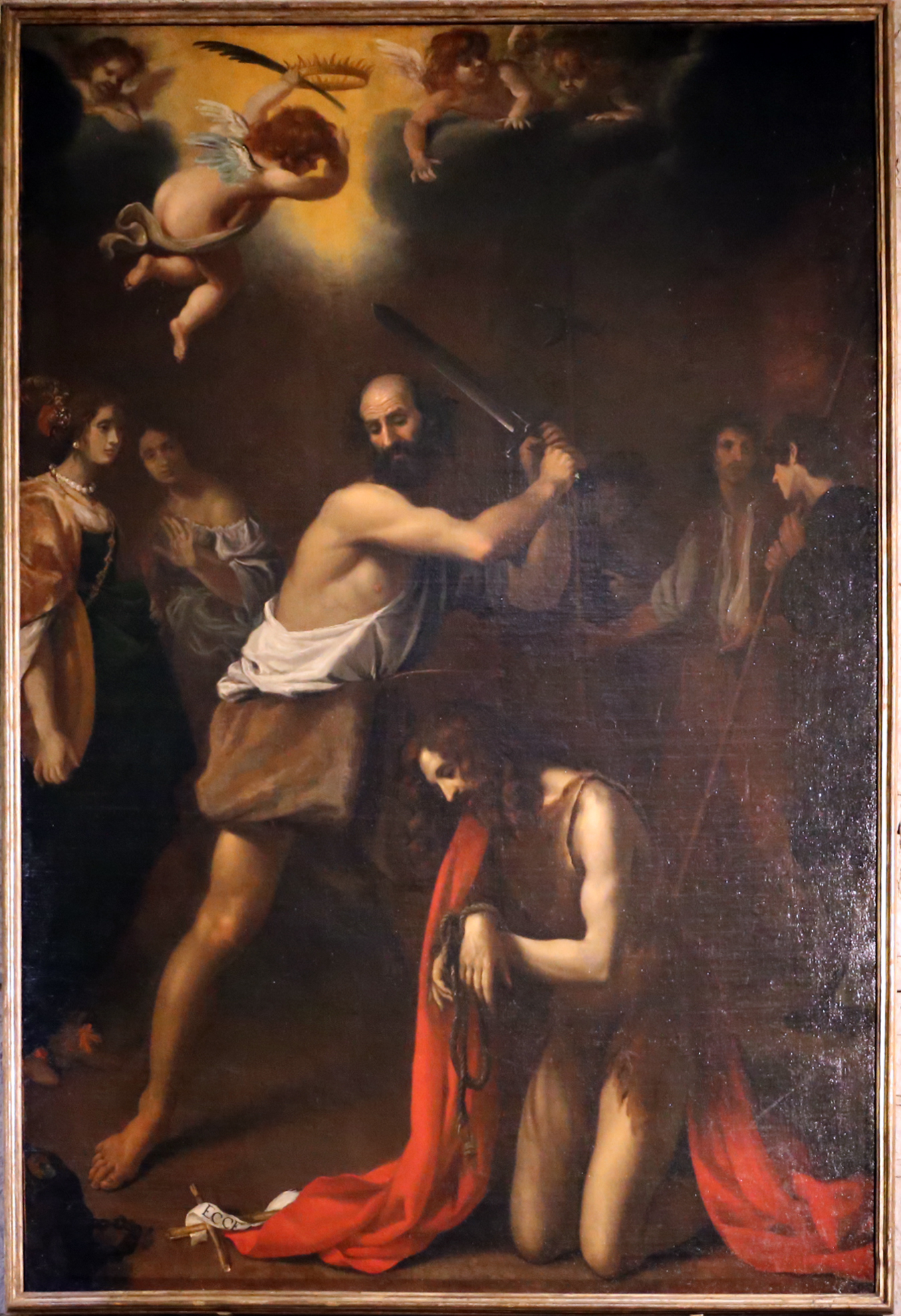
Orazio Fidani, Decollazione del Battista

- chiesa di Santo Stefano a Paterno;
- chiesa di San Tommaso a Baroncelli;
- chiesa di Santa Maria a Quarto;
- chiesa di San Lorenzo a Vicchio di Rimaggio;
- chiesa di San Jacopo al Girone;
- chiesa di Santa Lucia a Terzano;
- chiesa di Santa Maria a Settignano;
- chiesa di San Pietro a Varlungo;
- chiesa di San Michele a Rovezzano;
- chiesa di Sant'Andrea a Rovezzano;
- abbazia di San Bartolomeo a Ripoli;
- chiesa di San Marcellino al Paradiso.

## Bibliografia

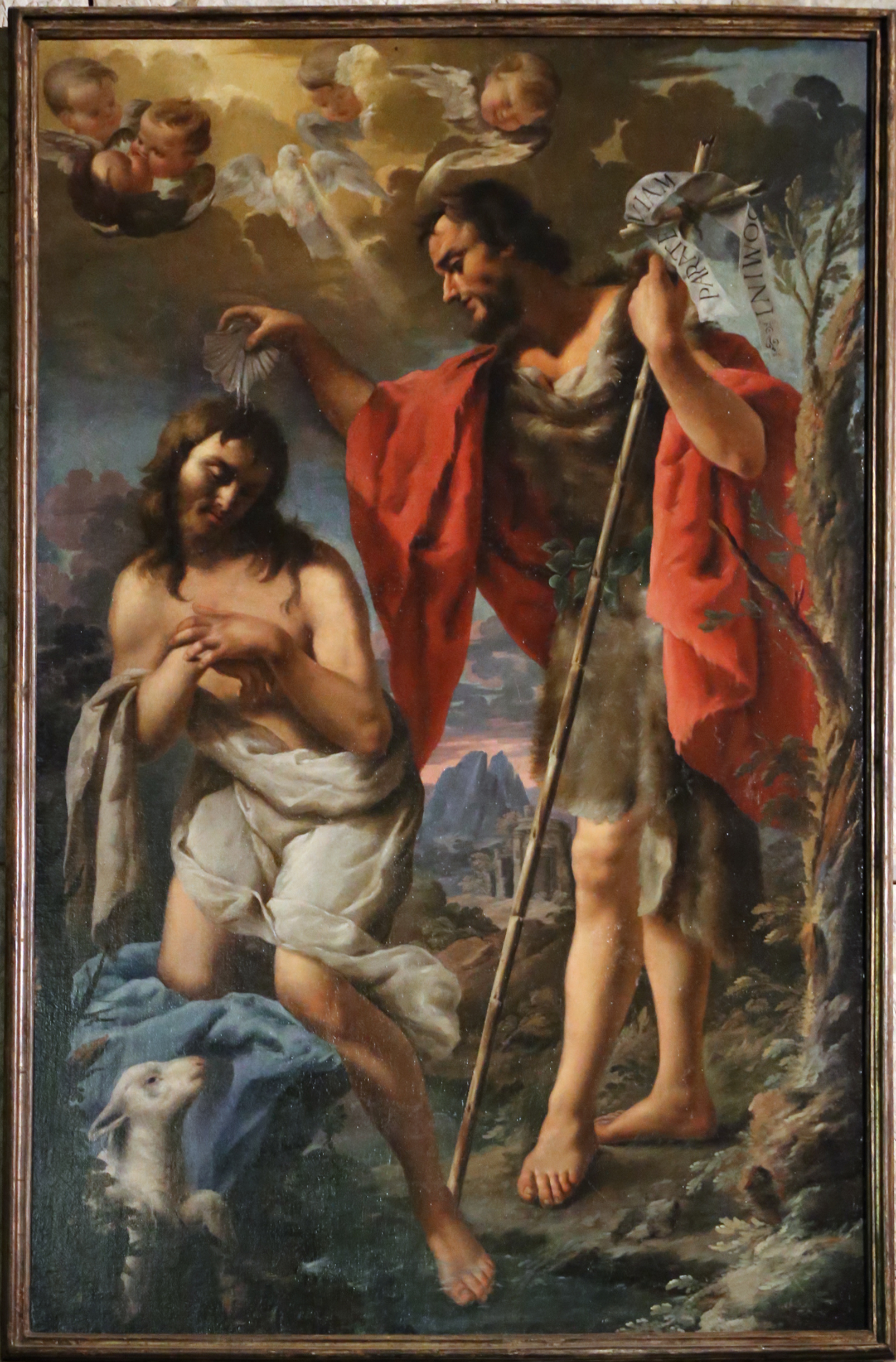
Alessandro Rosi, Battesimo di Cristo